# Liste der Orte im Landkreis Rhön-Grabfeld
Die Liste der Orte im Landkreis Rhön-Grabfeld listet die 197 amtlich benannten Gemeindeteile (Hauptorte, Kirchdörfer, Pfarrdörfer, Dörfer, Weiler und Einöden) im Landkreis Rhön-Grabfeld auf.

## Systematische Liste
Alphabet der Städte und Gemeinden mit den zugehörigen Orten.
- Die Gemeinde Aubstadt mit 4 Gemeindeteilen:
  - Pfarrdorf Aubstadt
  - Einöden Linsenmühle, Neumühle und Schützenmühle

- Die Stadt Bad Königshofen i.Grabfeld mit 17 Gemeindeteilen:
  - Hauptort Bad Königshofen i.Grabfeld
  - Pfarrdörfer Merkershausen und Untereßfeld
  - Kirchdörfer Althausen, Aub, Eyershausen, Gabolshausen und Ipthausen
  - Einöden Aumühle, Göckesmühle, Haumühle, Lustmühle, Riedmühle, Sambachshof, Spitalmühle, Veitsmühle und Zänkersmühle

- Die Stadt Bad Neustadt an der Saale mit 11 Gemeindeteilen:
  - Hauptort Bad Neustadt an der Saale
  - Stadtteil Bad Neuhaus
  - Kirchdörfer Dürrnhof und Löhrieth
  - Pfarrdörfer Brendlorenzen, Herschfeld, Lebenhan und Mühlbach
  - Weiler Schweinhof
  - Einöden Ballingsmühle und Kreuzmühle

- Die Gemeinde Bastheim mit 8 Gemeindeteilen:
  - Pfarrdörfer Bastheim und Reyersbach
  - Kirchdörfer Braidbach, Rödles, Unterwaldbehrungen und Wechterswinkel
  - Dorf Geckenau
  - Anstalt Simonshof

- Die Stadt Bischofsheim in der Rhön mit 14 Gemeindeteilen:
  - Hauptort Bischofsheim in der Rhön
  - Pfarrdörfer Unterweißenbrunn und Wegfurt
  - Kirchdörfer Frankenheim, Haselbach in der Rhön und Oberweißenbrunn
  - Dorf Klosterkreuzberg
  - Weiler Holzberg
  - Einöden Gansmühle, Rhönhaus, Schneidmühle, Walkmühle (untere) und Wethmühle
  - Jugendherberge Bauersberg

- Die Gemeinde Burglauer mit 2 Gemeindeteilen:
  - Pfarrdorf Burglauer
  - Kirchdorf Höhbergsmühle

- Die Stadt Fladungen mit 10 Gemeindeteilen:
  - Hauptort Fladungen
  - Pfarrdörfer Brüchs, Oberfladungen und Rüdenschwinden
  - Kirchdörfer Heufurt, Leubach, Sands und Weimarschmieden
  - Weiler Huflar
  - Einöde Schlagmühle

- Die Gemeinde Großbardorf mit 5 Gemeindeteilen:
  - Pfarrdorf Großbardorf
  - Weiler Obertannigsmühle
  - Einöden Rügshof, Unterhof und Untertannigsmühle

- Die Gemeinde Großeibstadt mit 5 Gemeindeteilen:
  - Pfarrdorf Großeibstadt
  - Kirchdorf Kleineibstadt
  - Einöden Fürstenmühle, Gabelsmühle und Neumühle

- Die Gemeinde Hausen mit 5 Gemeindeteilen:
  - Pfarrdorf Hausen
  - Kirchdorf Roth
  - Weiler Hillenberg
  - Staatsgut Rhönhof
  - Forsthaus Reupers

- Die Gemeinde Hendungen mit 2 Gemeindeteilen:
  - Pfarrdörfer Hendungen und Rappershausen

- Die Gemeinde Herbstadt mit 4 Gemeindeteilen:
  - Pfarrdorf Herbstadt
  - Kirchdörfer Breitensee und Ottelmannshausen
  - Einöde Dörfleshof

- Die Gemeinde Heustreu mit 2 Gemeindeteilen:
  - Pfarrdorf Heustreu
  - Kirchdorf Wiesenmühle

- Die Gemeinde Höchheim mit 5 Gemeindeteilen:
  - Pfarrdörfer Irmelshausen und Rothausen
  - Kirchdörfer Gollmuthhausen und Höchheim
  - Einöde Gemeindemühle

- Die Gemeinde Hohenroth mit 5 Gemeindeteilen:
  - Pfarrdorf Hohenroth
  - Kirchdörfer Leutershausen und Windshausen
  - Weiler Querbachshof
  - Einöde Struthof

- Die Gemeinde Hollstadt mit 5 Gemeindeteilen:
  - Pfarrdörfer Hollstadt, Junkershausen und Wargolshausen
  - Einöden Herrnmühle und Neumühle

- Die Stadt Mellrichstadt mit 9 Gemeindeteilen:
  - Hauptort Mellrichstadt
  - Pfarrdörfer Eußenhausen, Frickenhausen, Mühlfeld und Sondheim
  - Kirchdörfer Bahra und Roßrieth
  - Weiler Reuthof
  - Einöde Hainhof

- Die Gemeinde Niederlauer mit 4 Gemeindeteilen:
  - Pfarrdörfer Niederlauer und Unterebersbach
  - Dorf Oberebersbach
  - Einöde Wiesenmühle

- Die Gemeinde Nordheim v.d.Rhön mit 2 Gemeindeteilen:
  - Pfarrdorf Nordheim v.d.Rhön
  - Kirchdorf Neustädtles

- Der Markt Oberelsbach mit 8 Gemeindeteilen:
  - Hauptort Oberelsbach
  - Pfarrdörfer Unterelsbach und Weisbach
  - Kirchdörfer Ginolfs und Sondernau
  - Einöden Neumühle und Schlagmühle
  - Berghütte Gangolfsberg

- Die Gemeinde Oberstreu mit 2 Gemeindeteilen:
  - Pfarrdörfer Mittelstreu und Oberstreu

- Die Stadt Ostheim v.d.Rhön mit 9 Gemeindeteilen:
  - Hauptort Ostheim v.d.Rhön
  - Pfarrdorf Urspringen
  - Kirchdorf Oberwaldbehrungen
  - Einöden Johannismühle, Kupfermühle, Lohmühle, Scheermühle und Walkmühle
  - Burg Lichtenburg

- Die Gemeinde Rödelmaier mit dem gleichnamigen Pfarrdorf

- Der Markt Saal an der Saale mit 6 Gemeindeteilen:
  - Hauptort Saal an der Saale
  - Pfarrdorf Waltershausen
  - Einöden Buchmühle, Papiermühle, Steinmühle und Weidachsmühle

- Die Gemeinde Salz mit dem gleichnamigen Pfarrdorf

- Die Gemeinde Sandberg mit 9 Gemeindeteilen:
  - Pfarrdörfer Langenleiten und Sandberg
  - Kirchdörfer Kilianshof, Schmalwasser und Waldberg
  - Weiler Altmühle und Simonshöfe
  - Einöden Neumühle und Ziegelhütte

- Die Gemeinde Schönau an der Brend mit 4 Gemeindeteilen:
  - Pfarrdorf Burgwallbach
  - Kirchdorf Schönau an der Brend
  - Weiler Kollertshof
  - Einöde Schleppermühle

- Die Gemeinde Sondheim v.d.Rhön mit 2 Gemeindeteilen:
  - Pfarrdörfer Sondheim v.d.Rhön und Stetten

- Die Gemeinde Stockheim mit dem gleichnamigen Pfarrdorf

- Die Gemeinde Strahlungen mit 2 Gemeindeteilen:
  - Pfarrdorf Strahlungen
  - Kirchdorf Rheinfeldshof

- Die Gemeinde Sulzdorf an der Lederhecke mit 10 Gemeindeteilen:
  - Pfarrdörfer Obereßfeld, Sternberg im Grabfeld und Sulzdorf an der Lederhecke
  - Kirchdörfer Serrfeld und Zimmerau
  - Dorf Schwanhausen
  - Einöden Brennhausen, Heckenmühle, Serrfeldermühle und Sulzdorfermühle

- Die Gemeinde Sulzfeld mit 10 Gemeindeteilen:
  - Pfarrdorf Sulzfeld
  - Kirchdörfer Kleinbardorf und Leinach
  - Weiler Lindleshof und Obermühle
  - Einöden Bargetsmühle, Johanneshof, Rothhof, Sandhof und Untermühle

- Der Markt Trappstadt mit 2 Gemeindeteilen:
  - Hauptort Trappstadt
  - Pfarrdorf Alsleben

- Die Gemeinde Unsleben mit dem gleichnamigen Pfarrdorf

- Die Gemeinde Willmars mit 4 Gemeindeteilen:
  - Pfarrdorf Willmars
  - Kirchdörfer Unterfilke und Völkershausen
  - Dorf Oberfilke

- Die Gemeinde Wollbach mit dem gleichnamigen Pfarrdorf

- Die Gemeinde Wülfershausen an der Saale mit 5 Gemeindeteilen:
  - Kirchdörfer Eichenhausen und Wülfershausen an der Saale
  - Einöden Findelmühle, Schloßmühle und Taubachsmühle

## Alphabetische Liste
In Fettschrift erscheinen die Orte, die namengebend für die Gemeinde sind.

### A
- Alsleben zu Trappstadt
- Althausen zu Bad Königshofen i.Grabfeld
- Altmühle zu Sandberg
- Aub zu Bad Königshofen i.Grabfeld
- Aubstadt
- Aumühle zu Bad Königshofen i.Grabfeld

### B
- Bad Königshofen i.Grabfeld
- Bad Neuhaus zu Bad Neustadt a.d.Saale
- Bad Neustadt a.d.Saale
- Bahra zu Mellrichstadt
- Ballingsmühle zu Bad Neustadt a.d.Saale
- Bargetsmühle zu Sulzfeld
- Bastheim
- Bauersberg zu Bischofsheim i.d.Rhön
- Bischofsheim i.d.Rhön
- Braidbach zu Bastheim
- Breitensee zu Herbstadt
- Brendlorenzen zu Bad Neustadt a.d.Saale
- Brennhausen zu Sulzdorf a.d.Lederhecke
- Brüchs zu Fladungen
- Buchmühle zu Saal a.d.Saale
- Burglauer
- Burgwallbach zu Schönau a.d.Brend

### D
- Dörfleshof zu Herbstadt
- Dürrnhof zu Bad Neustadt a.d.Saale

### E
- Eichenhausen zu Wülfershausen a.d.Saale
- Eußenhausen zu Mellrichstadt
- Eyershausen zu Bad Königshofen i.Grabfeld

### F
- Findelmühle zu Wülfershausen a.d.Saale
- Fladungen
- Frankenheim zu Bischofsheim i.d.Rhön
- Frickenhausen zu Mellrichstadt
- Fürstenmühle zu Großeibstadt

### G
- Gabelsmühle zu Großeibstadt
- Gabolshausen zu Bad Königshofen i.Grabfeld
- Gangolfsberg zu Oberelsbach
- Gansmühle zu Bischofsheim i.d.Rhön
- Geckenau zu Bastheim
- Gemeindemühle zu Höchheim
- Ginolfs zu Oberelsbach
- Göckesmühle zu Bad Königshofen i.Grabfeld
- Gollmuthhausen zu Höchheim
- Großbardorf
- Großeibstadt

### H
- Hainhof zu Mellrichstadt
- Haselbach in der Rhön zu Bischofsheim i.d.Rhön
- Haumühle zu Bad Königshofen i.Grabfeld
- Hausen
- Heckenmühle zu Sulzdorf a.d.Lederhecke
- Hendungen
- Herbstadt
- Herrnmühle zu Hollstadt
- Herschfeld zu Bad Neustadt a.d.Saale
- Heufurt zu Fladungen
- Heustreu
- Hillenberg zu Hausen
- Höchheim
- Höhbergsmühle zu Burglauer
- Hohenroth
- Hollstadt
- Holzberg zu Bischofsheim i.d.Rhön
- Huflar zu Fladungen

### I
- Ipthausen zu Bad Königshofen i.Grabfeld
- Irmelshausen zu Höchheim

### J
- Johanneshof zu Sulzfeld
- Johannismühle zu Ostheim v.d.Rhön
- Junkershausen zu Hollstadt

### K
- Kilianshof zu Sandberg
- Kleinbardorf zu Sulzfeld
- Kleineibstadt zu Großeibstadt
- Klosterkreuzberg zu Bischofsheim i.d.Rhön
- Kollertshof zu Schönau a.d.Brend
- Kreuzmühle zu Bad Neustadt a.d.Saale
- Kupfermühle zu Ostheim v.d.Rhön

### L
- Langenleiten zu Sandberg
- Lebenhan zu Bad Neustadt a.d.Saale
- Leinach zu Sulzfeld
- Leubach zu Fladungen
- Leutershausen zu Hohenroth
- Lichtenburg zu Ostheim v.d.Rhön
- Lindleshof zu Sulzfeld
- Linsenmühle zu Aubstadt
- Lohmühle zu Ostheim v.d.Rhön
- Löhrieth zu Bad Neustadt a.d.Saale
- Lustmühle zu Bad Königshofen i.Grabfeld

### M
- Mellrichstadt
- Merkershausen zu Bad Königshofen i.Grabfeld
- Mittelstreu zu Oberstreu
- Mühlbach zu Bad Neustadt a.d.Saale
- Mühlfeld zu Mellrichstadt

### N
- Neumühle zu Aubstadt
- Neumühle zu Hollstadt
- Neumühle zu Oberelsbach
- Neumühle zu Sandberg
- Neumühle zu Großeibstadt
- Neustädtles zu Nordheim v.d.Rhön
- Niederlauer
- Nordheim v.d.Rhön

### O
- Oberebersbach zu Niederlauer
- Oberelsbach
- Obereßfeld zu Sulzdorf a.d.Lederhecke
- Oberfilke zu Willmars
- Oberfladungen zu Fladungen
- Obermühle zu Sulzfeld
- Oberstreu
- Obertannigsmühle zu Großbardorf
- Oberwaldbehrungen zu Ostheim v.d.Rhön
- Oberweißenbrunn zu Bischofsheim i.d.Rhön
- Ostheim v.d.Rhön
- Ottelmannshausen zu Herbstadt

### P
- Papiermühle zu Saal a.d.Saale

### Q
- Querbachshof zu Hohenroth

### R
- Rappershausen zu Hendungen
- Reupers zu Hausen
- Reuthof zu Mellrichstadt
- Reyersbach zu Bastheim
- Rheinfeldshof zu Strahlungen
- Rhönhaus zu Bischofsheim i.d.Rhön
- Rhönhof zu Hausen
- Riedmühle zu Bad Königshofen i.Grabfeld
- Rödelmaier
- Rödles zu Bastheim
- Roßrieth zu Mellrichstadt
- Roth zu Hausen
- Rothausen zu Höchheim
- Rothhof zu Sulzfeld
- Rüdenschwinden zu Fladungen
- Rügshof zu Großbardorf

### S
- Saal a.d.Saale
- Salz
- Sambachshof zu Bad Königshofen i.Grabfeld
- Sandberg
- Sandhof zu Sulzfeld
- Sands zu Fladungen
- Scheermühle zu Ostheim v.d.Rhön
- Schlagmühle zu Fladungen
- Schlagmühle zu Oberelsbach
- Schleppermühle zu Schönau a.d.Brend
- Schloßmühle zu Wülfershausen a.d.Saale
- Schmalwasser zu Sandberg
- Schneidmühle zu Bischofsheim i.d.Rhön
- Schönau a.d.Brend
- Schützenmühle zu Aubstadt
- Schwanhausen zu Sulzdorf a.d.Lederhecke
- Schweinhof zu Bad Neustadt a.d.Saale
- Serrfeld zu Sulzdorf a.d.Lederhecke
- Serrfeldermühle zu Sulzdorf a.d.Lederhecke
- Simonshof zu Bastheim
- Simonshöfe zu Sandberg
- Sondernau zu Oberelsbach
- Sondheim zu Mellrichstadt
- Sondheim v.d.Rhön
- Spitalmühle zu Bad Königshofen i.Grabfeld
- Steinmühle zu Saal a.d.Saale
- Sternberg im Grabfeld zu Sulzdorf a.d.Lederhecke
- Stetten zu Sondheim v.d.Rhön
- Stockheim
- Strahlungen
- Struthof zu Hohenroth
- Sulzdorf a.d.Lederhecke
- Sulzdorfermühle zu Sulzdorf a.d.Lederhecke
- Sulzfeld

### T
- Taubachsmühle zu Wülfershausen a.d.Saale
- Trappstadt

### U
- Unsleben
- Unterebersbach zu Niederlauer
- Unterelsbach zu Oberelsbach
- Untereßfeld zu Bad Königshofen i.Grabfeld
- Unterfilke zu Willmars
- Unterhof zu Großbardorf
- Untermühle zu Sulzfeld
- Untertannigsmühle zu Großbardorf
- Unterwaldbehrungen zu Bastheim
- Unterweißenbrunn zu Bischofsheim i.d.Rhön
- Urspringen zu Ostheim v.d.Rhön

### V
- Veitsmühle zu Bad Königshofen i.Grabfeld
- Völkershausen zu Willmars

### W
- Waldberg zu Sandberg
- Walkmühle zu Ostheim v.d.Rhön
- Walkmühle (untere) zu Bischofsheim i.d.Rhön
- Waltershausen zu Saal a.d.Saale
- Wargolshausen zu Hollstadt
- Wechterswinkel zu Bastheim
- Wegfurt zu Bischofsheim i.d.Rhön
- Weidachsmühle zu Saal a.d.Saale
- Weimarschmieden zu Fladungen
- Weisbach zu Oberelsbach
- Wethmühle zu Bischofsheim i.d.Rhön
- Wiesenmühle zu Heustreu
- Wiesenmühle zu Niederlauer
- Willmars
- Windshausen zu Hohenroth
- Wollbach
- Wülfershausen a.d.Saale

### Z
- Zänkersmühle zu Bad Königshofen i.Grabfeld
- Ziegelhütte zu Sandberg
- Zimmerau zu Sulzdorf a.d.Lederhecke

| ↑ Zurück zum Inhaltsverzeichnis |